# グレル
グレル(Grell)は、テーブルトークRPG『ダンジョンズ&ドラゴンズ』（D&D）に登場する架空のモンスターである。宙を浮く巨大な脳髄という気色悪い外見であるこの怪物は、“彼方の領域”と呼ばれる異世界から到来した捕食者である。

## 掲載の経緯
グレルはアドバンスト・ダンジョンズ&ドラゴンズ（AD&D）第1版から登場している。
グレルを考案したのは『ホワイトドワーフ』誌の創刊者で当時の編集長だったイアン・リビングストンであり、同誌12号(1979年3、4月)でのモンスター投稿コラム、“Fiend Factory”が初出である。その後、81年に『Fiend Folio』第1版(未訳)に収録された。
AD&D第2版ではグレイホークのモンスターを扱った『Monstrous Compendium Greyhawk Appendix』(1990、未訳)に登場し、『Monstrous Manual』(1993、未訳)に再掲載された。
スペルジャマー世界のモンスターを扱った『 Monstrous Compendium Spelljammer Appendix Ⅱ』(1991、未訳)にはグレルの宇宙船を統べるパトリアーク・グレル(Patriarch grell)、それを補佐し兵隊を率いる魔法使い、フィロソファー・グレル(Philosopher grell)そして部下たるワーカー／ソルジャー・グレル(Worker／Soldier grell)が登場した。この3種は前述『Monstrous Manual』に収録された。
D&D第3版では『モンスターマニュアル2』(2002)に登場した。それに先立ち、シナリオ集『Return to the Temple of Elemental Evil』(2001、邦題『邪悪寺院、再び』)にも登場している。
第3.5版では、異世界からの来訪者を扱ったサプリメント、『Lords of Madness: The Book of Aberrations』(2005、未訳)にグレルを扱った章がある。そこではパトリアーク、フィロソファーに加え、幼体たるグレル・ハッチリング(Grell Hatchling)、若いグレル・ジュブナイル(Grell Juvenile)といった個体が登場している。
D&D第4版では『モンスター・マニュアル』(2008)に以下の個体が登場している。
- グレル／Grell
- グレルの偉大なる頭脳／Grell Philosopher

その後、2011年7月にはウィザーズ・オブ・ザ・コースト社ホームページにローガン・ボナーによるグレルのより詳細なデータが掲載された。
D&D第5版では『モンスター・マニュアル』(2014)に登場している。

## 肉体的特徴
一般的なグレルの体長は直径約3フィート(約90cm)〜5フィート(約150cm)、体重は200ポンド(約90kg)ほどある。
グレルはくすんだピンク色やオリーブ色をした人間の脳漿みたいな胴体に、巨大な鳥のような嘴、そして下方部分から伸びる10本程度の触手によって形成された奇怪な怪物である。その脳漿を思わせる皺だらけの胴体は脳漿ではなく数インチの皮膚であり。体内には本物の脳漿から神経節、消化器官が備わっている。嘴の大きさは10インチほどあり、中から大きな舌が覗かせている。触手の長さは8フィート(約2.4m)〜15フィート(約4.5m)ほどあり、先端には無数の棘状をした突起に覆われている。

グレルの嘴や触手には毒があるが、わけてもグレルの胆汁は強い毒素が含まれている。

グレルは常に空中を浮遊している。
グレルは視覚を持たないまったくの盲目だが、優れた聴覚と周囲の状況を感知する精神感応の能力があり、暗闇でも問題なく活動できる。
グレルの寿命は200年ほどである。200年を過ぎると老化が始まり、230歳を越えるグレルはほとんどいない。

## 社会
グレルは暗闇に潜んで、通りがかかった者を捕食することに生きている。日光を極端に嫌う彼らは、アンダーダークの洞窟を生息域としている。空中を浮遊できる能力と、暗闇でもサイオニック(超能力)の力によって相手を感知できる能力を駆使して、洞窟の天井などから待ち伏せを行う。獲物が通りがかったら頭上から襲いかかり、毒のある触手で絡め取っては大きな嘴でかぶりつく。十分に成育したグレルは150ポンド(約68kg)の人型生物を平らげることができるが、生存のために必要な食事は3ヶ月に1度程度である。それでも、空腹でなかろうが獲物を見つけたら食べようとする。
グレルの知能は人間並だが、その精神構造はあまりに異質で理解にし難い。ただ、彼らにとって人型生物はちょうど良い食料でしかなく、彼らの行動原理は人型生物を捕食することと、繁殖して自らの生息域を拡大することのみである。また、グレルはひどく偏狭で閉鎖的な種族であり、大抵は単体で活動する。他の怪物と共闘することもたまにあるが、獲物を仕留めるとそれを抱えて勝手に退散してしまう。グレルの属性は“中立にして悪”である。
グレルは男女の区別がない雌雄同体の生物だが、成人期に達したグレルの中からオスとして活動する個体を選抜する。オスとなるのは5体に1体で、以後オスとなったグレルは10年に1度ほどメスとなる個体を選別して交尾をする。メスは洞穴に数ダースの卵を産み、元の活動に戻るがオスはそのままオスのままでいる。年を経て強力になったグレルのオスは一族の族長(Patriarch)になる。

孵化したグレルの幼体は昆虫やネズミ、爬虫類などを狩って成育し、5年ほどで自我が芽生える。10年も経過すれば成体として十分に成育するが、彼らの成長は生涯続く。

成体となったグレルは族長の嫉妬と警戒心を避けるために集落から離れ、族長の手が届かない遠地へと旅立つ。彼らが再び集落に戻ってくるのは、族長に挑み勝利できるほど強力になった時である。
通常は個別に活動するグレルだが、アンダーダークには4〜12体、あるいは50体以上が暮らすグレルの集落がある。グレルには生活という観念がないので、集落は腐肉の悪臭が充満した洞穴でしかない。この集落では家畜として人型生物が捕らわれていることがあるが、食料としてしか価値を求めないので長く生きることはない。
グレルの集落では族長、哲学者(Philosopher)、兵士の3階級が存在している。階級は年齢と知識によって大まかに決められている。

族長は主に魔法に関する強大な力を持った個体だが、それに相応しい実力者がいない集落の方が多い。グレルの社会にとって一番の関心事は食料を集めることであり、族長は他のグレルから獲物を貢ぐよう要求することもできる。ただ、大抵は族長も狩りに出る方を選択する。もし他の個体が族長をしのぐ実力があった場合、族長は容赦なく追放もしくは殺害される。
グレルの哲学者はグレル錬金術(Grell Alchemy)という不思議な魔術を習得した、グレルの中でも奇妙な存在である。まれにだが、哲学者による理解しがたい意図によって一族単位で不可解な計画が組まれることがある。

### グレル錬金術
グレル錬金術は秘術魔法に“彼方の領域”から到来した知識が融合した独特の魔術であり、“彼方の領域”の自然法則を用いて物質世界の法則を歪めるようとする。その異質さからグレルや他の(“彼方の領域”から来訪した)異形の生物でしか理解できない。哲学者は身体に錬金術の粉末や香油を振りまき、触手で印を踏みながら独特の言語で詠唱を行い、様々な効果の秘術を体現する。
また、哲学者は錬金術の力で様々なアイテムを作成する。

#### グレル水晶
グレル水晶(Grell Crystal)は薄汚れた粗塩のような水色の結晶で、水に浸すと膨張する。グレルはこの結晶を建築素材として用いる。

#### ライトニング・ランス
ライトニング・ランス(Lightning Lance)は哲学者が集落の防御用に作り出した直径3フィートほどある銀色の筒型武器である。この武器からは60フィート先の相手に向けて稲妻を放つことができる。哲学者本人や族長はさらに高いダメージを与える直径5フィートのグレーター・ライトニング・ランス(Greater Lightning Lance)を用いる。
D&D第4版では“グレルの偉大なる頭脳”と訳された哲学者が特殊能力の1つとして用いる。

#### シルバー・スピア
シルバー・スピア(Silver Spear)はグレルの触手でも掴める作りをした銀色の短槍である。この槍は先端部分に毒を内蔵することができ、グレル本体の触手攻撃と同じように相手に毒を盛ることが出来る。

## コンピュータゲームでのグレル
- 『ティル・ナ・ノーグ』シリーズ